# St.-Mauritius-Kirche (Düffelward)

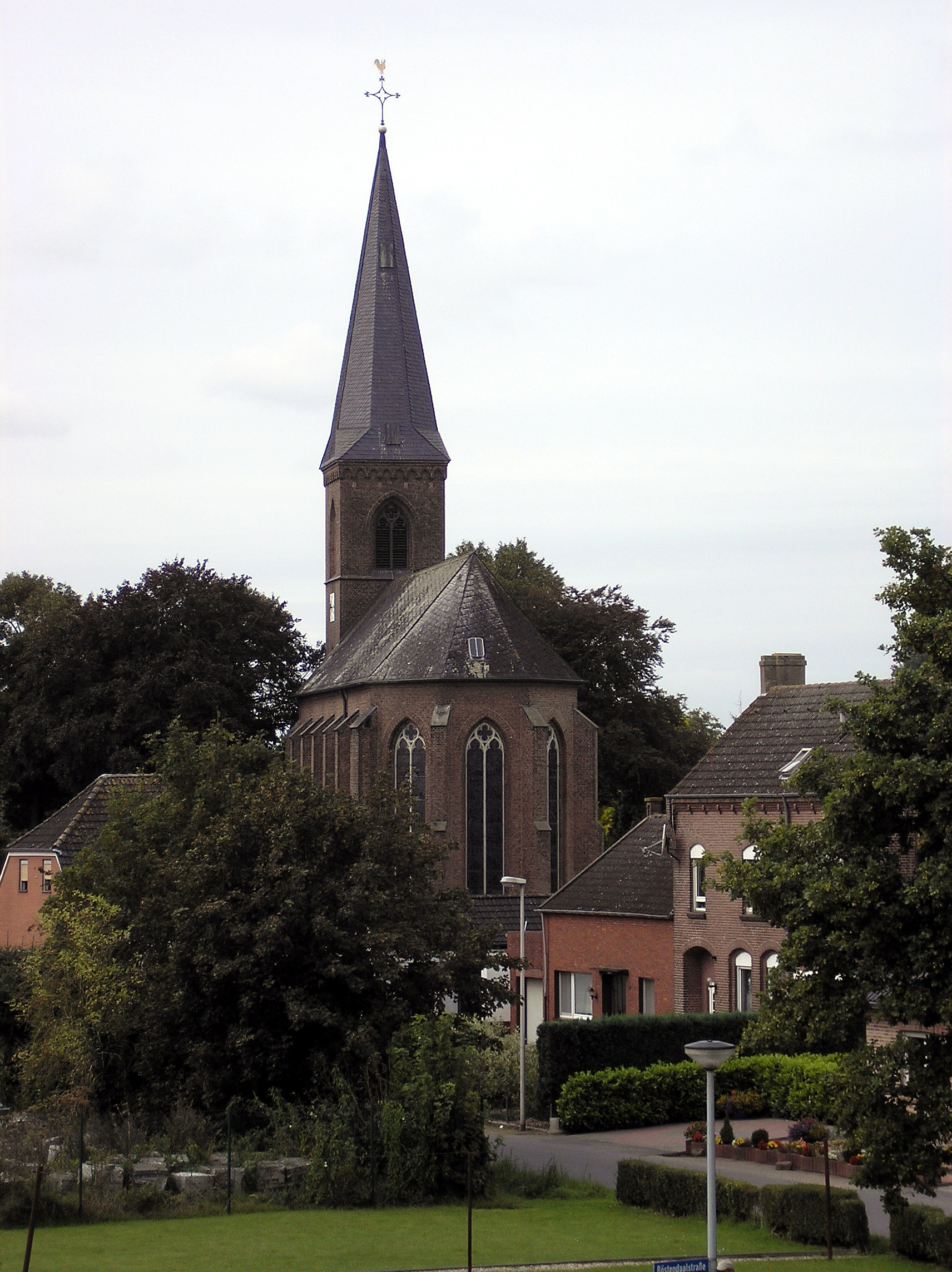
Katholische St.-Mauritius-Kirche Düffelward

Die katholische St.-Mauritius-Kirche in Düffelward bei Kleve ist eine einschiffige neugotische Kirche. Der Vorgängerbau wurde bei der Schlacht um Schenkenschanz um 1635 völlig zerstört. Heute gehört die Kirche zur Kirchengemeinde St. Willibrord in Kleve.

## Geschichte
Ein Pfarrer für die Kirche in Düffelward ist erstmals für das Jahr 1258 belegt. Nach Übertritt des Patronatsherrn Adrian von Bylandt gelangte die Kirche 1646 in den Besitz der Reformierten und wurde erst 1672 im Religionsvergleich von Cölln an der Spree 1672  Katholiken zurückgegeben. Bischof Marc-Antoine Berdolet von Aachen teilte die Gemeinde am 12. November 1806 zwischen der Pfarrkirche St. Willibrord in Rindern und der Kirche von Keeken auf. 
Seit 1844 bemühten sich die örtlichen Grundherren, die Brüder Peter und Theodor van Haaren, um eine Neugründung der Pfarre, und errichteten auf ihre eigenen Kosten den Kirchenneubau. Mit der Einweihung der St.-Mauritius-Kirche am 21. Juni 1852 durch den Münsteraner Bischof Johann Georg Müller wurde zugleich auch die Pfarrei wiederbegründet. Bei den Bauarbeiten fand man einen Grabstein der Grafen von Bylandt. 
Am 27. November 2005 fusionierte St. Mauritius mit St. Martinus in Bimmen, St. Mariä Himmelfahrt in Keeken und St. Willibrord in Rindern zur Kirchengemeinde St. Willibrord Kleve.

## Architektur
Mit dem Neubau der Kirche wurde 1851 der Architekt Franz Pelzer aus Kleve beauftragt, die er nach dem erklärten Vorbild von St. Antonius in Hau als einschiffige Saalkirche mit polygonalem Chorschluss und vorgesetztem Kirchturm entwarf. Der von einem Steilhelm geschlossene Turmbau ist nach niederrheinischem Vorbild von einem hohen Fensterportal geöffnet. Der der von hohen Maßwerkfenstern belichtete Kirchenraum ist kreuzrippengewölbt.

## Ausstattung
Nach Beschädigung der ursprünglichen Verglasung während des Ersten Weltkriegs erhielt die Kirche 1922 eine Neuverglasung durch die Firma Wilhelm Derix in Kevelaer. Die Chorfenster zeigen in typologischen Paaren die Christi Geburt und Moses vor dem Brennenden Dornbusch, Maria und Johannes mit Magdalena unter dem Kreuz und das Opfer Abrahams sowie die Geistsendung und die Übergabe der Gesetzestafeln an Moses. Die Fenster des Kirchenschiffs zeigen, neben den Seligpreisungen, paarweise die Heiligen: Cäcilia von Rom und Franz von Assisi, Franz von Sales und Monika von Tagaste, Maria Magdalena und Augustinus von Hippo, Wilhelm von Aquitanien und Theresia von Avila, Elisabeth von Thüringen und Vinzenz von Paul, Agnes von Rom und Aloisius von Gonzaga, Notburga von Rattenberg und Isidor von Madrid, Mauritius von Agaunum und Katharina von Alexandrien.

### Orgel
In der Kirche befindet sich eine Orgel vom damals überregional bekannten Orgelbauer Wilhelm Rütter aus Kevelaer. Das Schleifladen-Instrument wurde 1856 gebaut, und 1994 restauriert. Es hat 10 Register auf einem Manual, von denen zwei in Bass und Diskant geteilt sind, und ein angehängtes Pedal.
| Manualwerk C–f3 |                |     |
| 1.              | Bordun B/D     | 16′ |
| 2.              | Principal      | 8′  |
| 3.              | Hohlpfeife     | 8′  |
| 4.              | Viola di Gamba | 8′  |
| 5.              | Octav          | 4′  |
| 6.              | Rohrflöte      | 4′  |
| 7.              | Quint          | 3′  |
| 8.              | Octav          | 2′  |
| 9.              | Mixtur III     |     |
| 10.             | Trompete B/D   | 8′  |

| Pedal C–g0 |                     |     |
| 11.        | Bordun (= Nr. 1)    | 16′ |
| 12.        | Trompete (= Nr. 10) | 8′  |

- Pedalkoppel

### Glocken
Im dreigeschossigen Backsteinturm befindet sich eine ca. 150 Jahre alte Turmuhr. Im Glockenstuhl befinden sich drei Glocken. Die Glocken sind auf die Gottesmutter Maria, den Heiligen Mauritius und den Heiligen Theodor geweiht.